# Benighted Pass
Der Benighted Pass (englisch) ist ein verschneiter Gebirgspass im ostantarktischen Viktorialand. Er verläuft in der Barker Range der Victory Mountains zwischen Mount Watt und Mount Roy.
Die Benennung geht auf den neuseeländischen Geologen Malcom Laird zurück. Dieser benannte ihn nach dem Umstand, dass seine Mannschaft hier bei einer von 1981 bis 1982 dauernden Forschungskampagne „von der Nacht überrascht“ (englisch benighted) ein Lager aufschlagen musste.